# كلوريد الفاناديوم الرباعي
كلوريد الفاناديوم الرباعي (أو رباعي كلوريد الفاناديوم) هو مركب كيميائي لاعضوي صيغته VCl4، ويوجد على هيئة سائل أحمر بني.

## التحضير
يحضر المركب من التفاعل المباشر بين غاز الكلور والفاناديوم عند درجات حرارة تقع بين 300–350 °س.
{\displaystyle \mathrm {V+2\ Cl_{2}\longrightarrow VCl_{4}} }

## الخواص
يوجد المركب في الشروط القياسية على هيئة سائل أحمر بني، وهو يتفكك عند التماس مع الماء وفق تفاعل حلمهة، ويشكل محلولاً أزرق اللون.
يتفكك المركب وفق تفاعل عدم تناسب ليعطي كلوريد الفاناديوم الثلاثي:
{\displaystyle \mathrm {2\ VCl_{4}\longrightarrow 2\ VCl_{3}+Cl_{2}} }

## الاستخدامات
يستخدم كلوريد الفاناديوم الرباعي من أجل تحضير مركبات الفاناديوم الرباعي الأخرى؛ كما يستخدم كاشفاً في بعض التفاعلات العضوية من أجل ازدواج الفينولات:
{\displaystyle \mathrm {2\ C_{6}H_{5}OH+2\ VCl_{4}\longrightarrow HOC_{6}H_{4}{-}C_{6}H_{4}OH+2\ VCl_{3}+2\ HCl} }